# Eupales ulema
Eupales ulema is een keversoort uit de familie bladkevers (Chrysomelidae). De wetenschappelijke naam van de soort werd in 1813 als  Colaspis ulema gepubliceerd door Ernst Friedrich Germar.